# Williams de Jesús Córdova
Williams de Jesús Córdova Santamaría es un deportista mexicano que compitió en taekwondo. Ganó dos medallas en el Campeonato Panamericano de Taekwondo, bronce en 1988 y oro en 1994.

## Palmarés internacional
| Campeonato Panamericano | Campeonato Panamericano | Campeonato Panamericano | Campeonato Panamericano |
| Año                     | Lugar                   | Medalla                 | Categoría               |
| ----------------------- | ----------------------- | ----------------------- | ----------------------- |
| 1988                    | Lima (Perú)             | Medalla de bronce       | –54 kg                  |
| 1994                    | Heredia (Costa Rica)    | Medalla de oro          | –64 kg                  |